# Bernardino Brozzi
Bernardino Brozzi (1555 – 1617) è stato un pittore italiano del tardo Rinascimento.

## Biografia
Fu allievo di Benedetto Nucci e attivo a Gubbio, dove dipinse per le chiese dei Battilani, San Giuliano, Sant'Agostino e San Pietro. Morì per una caduta da un'impalcatura mentre stava realizzando un affresco. 